# ニュースワイド21
『ニュースワイド21』（ニュースワイドにじゅういち）は、とちぎテレビで2010年4月5日から2016年4月1日まで平日の夜に放送されていた地域情報・報道番組。

## 概要
1999年の開局時から放送してきた平日21時30分から21:50に放送された1日のまとめの「とちぎTVニュース」を3倍の1時間に拡大し、内容を充実させる形でスタートした。メインキャスターとサブキャスターのツーマン体制で始まった。県内のニュースを中心に、日替わりの特集や天気予報などで構成される。ニュースは、主に栃木県のニュースを放送する。全国のニュースも放送するが、キャスターの声と字幕のみで、映像は流れない。

## 出演者
| 2010.04.05                                                | 2012.03.30 | 篠田和之1 | 杉本麻依 | 鈴谷優子   |
| 2012.04.02                                                | 2012.06.01 | 篠田和之1 | 杉本麻依 | 水口美希   |
| 2012.06.04                                                | 2013.03.29 | 篠田和之1 | 田村麻実 | 水口美希   |
| 2013.04.01                                                | 2014.03.28 | 篠田和之1 | 田村麻実 | 名和田知加 |
| 2014.03.31                                                | 2016.04.01 | 篠田和之1 | 吉田愛梨 | 名和田知加 |
| - 1 「とちテレニュースLIFE」・「ナイトニュース9」も続投。 |            |           |          |            |

## タイムテーブル
- 21:00 オープニング・ヘッドライン
  - オープニング映像が流れ、その後ニュース映像とともに、キャスターがニュースを読み上げる。その後、スタジオが映る。
- 21:03頃 ニュース
- 21:10頃 特集
- 21:17頃 フラッシュニュース（県内ニュース）
- 21:20頃 曜日別コーナー
- 21:27頃 情報サーチ
  - イベント情報などが放送される。毎日、ほぼ同じ内容が放送される。
- 21:30頃 曜日別コーナー
- 21:38頃 情報サーチ
- 21:41頃 ニュース
- 21:47頃 フラッシュニュース（全国ニュース）
- 21:50 天気予報
- 21:53 エンディング
  - エンディングは、翌日のイベント情報などが放送される。
- 21:54 CM

## 曜日別コーナー
曜日別コーナーは21時20分ごろと30分ごろに放送される。
- 月曜日 栃木に息づく文化、週末スポーツ情報
- 火曜日 新美力 －SHINBIRYOKU－、とちぎ!おいしい広場
- 水曜日 巡る栃木の史跡と社寺、週刊トレン堂
- 木曜日 素敵トチギスト
- 金曜日 とちテレデスク解説、週末スポーツ情報、週末お出かけ情報